# Hodierna de Trípoli
Hodierna de Trípoli o de Jerusalén (c. 1116-c. 1162) fue condesa de Trípoli a través de su matrimonio con Raimundo II de Trípoli. Gobernó el condado de Trípoli como regente durante la minoría de edad de su hijo Raimundo III desde 1152 hasta 1155.
Hodierna era hija del rey Balduino II de Jerusalén y hermana de la reina Melisenda de Jerusalén. Es posible que ya cuando era niña estuviera comprometida con el conde Raimundo II de Trípoli, pero no se casó con él hasta la década de 1130. Hodierna era una condesa políticamente activa y se supone que participó en la caída del primo y rival de su marido, Beltrán. Su matrimonio fue infeliz debido a los celos de su marido. Hodierna acababa de abandonar a Raimundo cuando éste fue asesinado en 1152, y regresó a Trípoli para hacerse cargo del gobierno en nombre de su hijo. Después de que su hijo asumiera el poder, Hodierna ayudó a su hermana, la reina Melisenda, hasta la muerte de esta última en 1161. Hodierna murió poco después.
La condesa Hodierna sigue siendo poco conocida en comparación con sus hermanas, la reina Melisenda y la princesa Alicia de Antioquía. Sin embargo, se la ha identificado como la princesse lointaine («princesa lejana») en varios poemas y cuentos trovadorescos y en las obras de arte que los inspiraron.

## Primeros años de vida
Hodierna nació c. 1115-1117. Era la tercera hija de Balduino de Bourcq, un noble franco, y Morfia de Melitene, una noble armenia. Hodierna y sus hermanas mayores, Melisenda y Alicia, nacieron mientras su padre era el conde de Edesa. El condado de Edesa fue, junto con el Reino de Jerusalén, el Principado de Antioquía y el Condado de Trípoli, uno de los estados establecidos por los francos, que derrotaron a los musulmanes del Levante en la primera cruzada.
En 1118 Balduino fue elegido rey de Jerusalén. Al año siguiente instaló a su primo Joscelino de Courtenay como nuevo conde de Edesa y trajo a su familia a Jerusalén. Hodierna tuvo otra hermana, Ioveta, después de que sus padres fueran coronados rey y reina en 1119.
En 1122, el conde Ponce de Trípoli se rebeló contra el rey Balduino. El historiador Kevin Lewis considera que es «muy posible» que el compromiso de Hodierna con Raimundo se haya mencionado por primera vez a raíz de esta disputa como una forma de reconciliar a las dos familias gobernantes. La reina Morfia murió probablemente en 1126 o 1127. El rey Balduino ya no esperaba tener un hijo y comenzó a ocuparse de sus hijas y a decidir su sucesión. Melisenda, la hija mayor, iba a ser su heredera; en 1129 se casó con el conde Fulco V de Anjou. Alicia, la segunda mayor, se casó con el príncipe Bohemundo II de Antioquía en 1126.  Lewis y Hans E. Mayer creen que Hodierna pudo haber estado comprometida con Raimundo, hijo del conde Ponce de Trípoli, ya en esta época. Ioveta, la más joven, fue enviada al Convento de Santa Ana. El padre de Hodierna murió en 1131 y fue sucedido por Melisenda y Fulco.

## Consorte

### Casamiento

Los estados cruzados en 1135.

El conde Ponce fue derrotado por los musulmanes y asesinado en 1137. Fue sucedido por su hijo, Raimundo II. Lewis supone que el matrimonio de Hodierna con Raymond se retrasó hasta c. 1132 porque ella era demasiado joven en 1127. El historiador Malcolm Barber cree que la unión fue el resultado del esfuerzo de la reina Melisenda por proteger a Hodierna y vincular a las casas gobernantes de todos los estados cruzados. Hodierna, ya llamada condesa de Trípoli pero no acompañada de su marido, asistió a la corte del rey Fulco y la reina Melisenda en Acre en diciembre de 1138. Hodierna y Raimundo II tuvieron su primer hijo, Raimundo III, en 1140.

### Afirmaciones rivales
En 1144 el condado de Edesa fue conquistado por el líder musulmán Imad al-Din Zengi, lo que en 1148 condujo a la segunda cruzada. El tío abuelo de Raimundo, el conde Alfonso Jordán de Toulouse, llegó al Levante con la cruzada. El historiador Jean Richard propone que Alfonso tenía la intención de reclamar Trípoli. Murió repentinamente poco después de su llegada; se sospechó ampliamente de un envenenamiento. Un monje anónimo de Francia escribió que Alfonso fue envenenado por orden de la reina Melisenda, quien supuestamente deseaba salvaguardar la posición de Raimundo y Hodierna en Trípoli. Lewis cree que Alfonso murió por causas naturales.
El hijo ilegítimo de Alfonso, Beltrán, permaneció en el Levante después de la cruzada. Entró en el condado de Trípoli y se apoderó de la fortaleza de Urayma; los árabes contemporáneos pensaron que este era el primer paso para apoderarse del condado. Raimundo no pudo desalojar a su primo y solicitó la ayuda de Nur al-Din Zengi y Mu'in ad-Din Unur, quienes capturaron Urayma y a Beltrán dentro de ella. La alianza de Raimundo con los musulmanes indignó a los demás francos. El monje anónimo acusó a Melisenda de complicidad. Los historiadores tradicionalmente han leído el relato del monje como diciendo que Beltrán fue capturado con su hermana, pero Lewis lo interpreta como diciendo que Melisenda tenía un cómplice, su hermana Hodierna, cuyo motivo era preservar el dominio de su marido, y lo acepta como cierto.

### Discordia matrimonial
Según la leyenda, el trovador provenzal Jaufré Rudel se enamoró de Hodierna, a quien nunca había visto; enfermó mientras navegaba hacia Trípoli y murió en sus brazos poco después de su llegada. Lewis cree que Rudel podría haber llegado con la segunda cruzada. Según un «fantástico cuento occitano», como lo describe Lewis, Hodierna hizo enterrar a Rudel en la casa de los caballeros templarios en Trípoli. Lewis observa que este detalle podría indicar que Hodierna fue quien trajo a los Templarios a Trípoli.

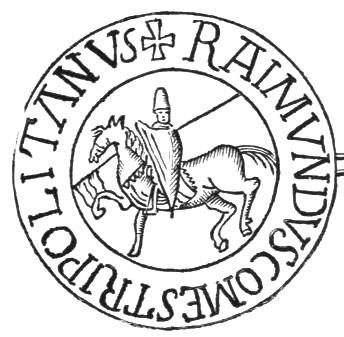
El matrimonio de Hodierna con Raimundo II, representado en su sello, fue destruido por los celos.

En 1152 el matrimonio entre Hodierna y Raimundo estaba en crisis. Lewis especula que Raymond pudo haber envidiado su mayor estatus social. Según la leyenda que involucra a Rudel, los peregrinos que regresaban del Levante difundieron historias de la belleza de Hodierna en Europa, y hubo rumores de que su hija Melisenda de Trípoli nació de una relación amorosa extramatrimonial, lo que Lewis cree que puede haber provocado los celos de Raymond. Lewis especula que, a la luz de la lucha de la hermana de Hodierna, Melisenda, por el poder con su marido, Fulco, y la supuesta iniciativa de Hodierna de deshacerse de Beltrán de Tolosa, Raimundo puede haber temido que Hodierna pudiera amenazar su autoridad; o que, en el momento de crecientes tensiones entre los cristianos latinos y los cristianos nativos, la herencia mixta latina-armenia de Hodierna planteaba una preocupación a Raymond.
En 1152, el sobrino de Hodierna, el rey Balduino III de Jerusalén, hijo de la reina Melisenda, convocó una reunión de la nobleza de los estados cruzados en Trípoli. Su principal objetivo era obligar a su prima, la princesa Constanza de Antioquía, a elegir marido. Hodierna y Melisende, tías de Constanza, también asistieron, pero todos los intentos fracasaron. Melisenda había llegado no sólo para ver a Constanza, sino también para mediar entre Hodierna y Raimundo. Pero ella no tuvo éxito y decidió llevar a Hodierna de regreso a Jerusalén. Barber escribe que Raimundo acompañó a la reina y a la condesa en una parte de su viaje hacia el sur desde Trípoli, mientras que Lewis escribe que, en cambio, acompañó a la princesa en su camino de regreso a Antioquía. De cualquier manera, Raymond fue emboscado y asesinado por asesinos a su regreso a Trípoli. El rey Balduino llamó inmediatamente a su madre y a su tía a Trípoli para asistir al funeral del conde, después del cual todos los nobles del condado rindieron homenaje a la condesa, a su hijo y a su hija por orden del rey.

## Viudez
Raimundo III era menor de edad cuando el asesinato de su padre lo convirtió en conde. Richard no ve ninguna prueba de que Hodierna asumiera el gobierno como regente en el relato de William, mientras que Lewis cree que Hodierna recibió el cargo porque la nobleza le hizo un juramento a ella y a sus hijos menores. Lewis cree que ella era una buena opción porque había demostrado iniciativa y habilidad política, y porque era leal a su familia de Jerusalén. El nombramiento de Hodierna contravino la instrucción de Raimundo II de que el condado debía ser gobernado por el «amo del condado», un funcionario desconocido, si pasaba a manos de un menor. Poco después de la muerte de Raimundo II, Raimundo III fue enviado a vivir a la corte de su primo Balduino III. Hodierna administró el condado probablemente hasta 1155, cuando su hijo alcanzó la mayoría de edad al cumplir quince años. El historiador Bernard Hamilton sugiere que fue Hodierna quien inició el establecimiento de Belmont, el primer monasterio cisterciense en los estados cruzados. En 1157 la reina Melisenda, su hijastra, la condesa Sibila de Flandes, y la condesa Hodierna intervinieron, contra las leyes gregorianas, para asegurar la elección del capellán de la reina, Amalarico de Nesle, como nuevo patriarca latino de Jerusalén.
En 1160, el emperador viudo Manuel I Comneno pidió al rey Balduino que eligiera una nueva esposa para el emperador entre las mujeres nobles de los estados cruzados. El emperador expresó especial interés por las primas de Balduino, Melisenda de Trípoli y María de Antioquía. Balduino eligió a Melisenda y Manuel aceptó. Hodierna y su hermana, la reina Melisenda, pasaron un año preparando la dote de la muchacha, con un gran gasto para el tesoro real. En julio de 1161 la condesa Hodierna y sus hijos llegaron a Nazaret. Lewis y Richard coinciden en que vinieron a discutir con Balduino los planes para el inminente matrimonio de la hija de Hodierna, a quien se referían en una carta como «la futura emperatriz del trono de Constantinopla». Sin embargo, a lo largo de 1161 el emperador Manuel se mostró evasivo y, presionado por Balduino a mediados de 1162, finalmente reveló que no iba a casarse con Melisenda. La familia quedó conmocionada y humillada, y pronto se enteró de que el emperador había negociado en secreto un matrimonio con María de Antioquía.
La reina Melisenda sufrió una apoplejía en 1161. La condesa Hodierna y su hermana sobreviviente, la abadesa Ioveta, cuidaron de la reina hasta su muerte el 11 de septiembre. La propia Hodierna murió el 21 de diciembre. No se registra el año ni la causa de su muerte. Su última aparición escrita data del año 1161.

## Legado

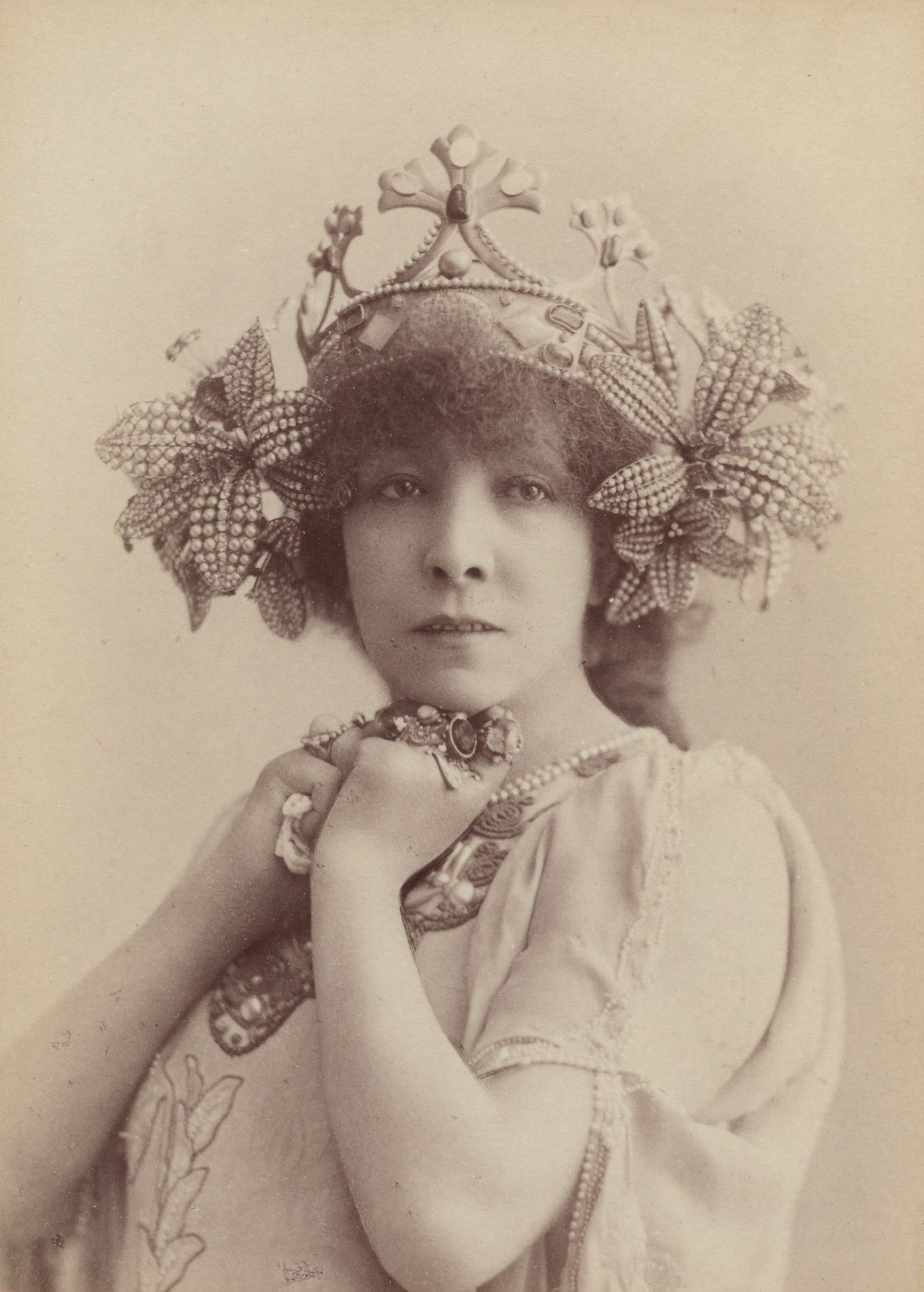
Sarah Bernhardt en La Princesse lointaine, inspirada en el legendario amor de Rudel por Hodierna.

Lewis cree que el arzobispo Guillermo de Tiro se abstuvo de invitar cualquier crítica hacia Hodierna debido al apoyo de él al hijo de ella en la política de Jerusalén. Por lo tanto, sostiene, tenía motivos para suprimir información sobre la participación de ella, si la hubo, en la captura de Beltrán de Tolosa por los musulmanes. La carrera de Raimundo III, en opinión de Lewis, siguió el «ejemplo algo decepcionante establecido por su padre en lugar del precedente más prometedor de su madre», aunque ella tuvo una mayor influencia en Raimundo III.
Lewis concluye que los historiadores han pasado por alto a Hodierna en favor de sus hermanas mayores «más famosas y mejor documentadas», Melisenda y Alicia, a pesar de estar igualmente dispuestas a participar en la política. Mientras que la mayoría de las condesas de Trípoli son figuras comparativamente poco distinguidas, Lewis considera que Hodierna «eclipsó a su marido», pero en la posteridad quedó reducida a ser la princesse lointaine («princesa lejana»), un «bello pero mudo objetivo de los afectos de un lejano extraño». La obsesión de Rudel con Hodierna siguió siendo un tema de interés popular hasta la era moderna: en el siglo XIX, Edmond Rostand la convirtió en el tema de su opereta La Princesse lointaine, y en el siglo XX, P. G. Wodehouse la mencionó en una novela corta. Así, señala Lewis, el legado de Trípoli bajo Raimundo II y Hodierna no fueron logros políticos o militares sino «fantasías lujuriosas, exóticas e incluso ridículas».